# Ompok bimaculatus
Ompok bimaculatus és una espècie de peix de la família dels silúrids i de l'ordre dels siluriformes que es troba des de l'Afganistan fins a la Xina, Tailàndia i Borneo, incloent-hi els Ghats Occidentals (Índia).
Els mascles poden assolir els 45 cm de llargària total.